# アモン・ヌドゥフ5世
アモン・ヌドゥフ5世（即位前の名前:エナン・エブア・クトゥア・フランシス）（fr:Amon N'Douffou V）は、アフリカ西部に位置するコートジボワール内の自治王国、サンウィ王国の国王を務める人物である。 

## 生涯
2005年8月5日、アモン・ヌドゥフ4世の後継として即位。2009年8月、ジェシー・ジャクソンをサンウィの「王子」に指名した事で話題となった。2010年3月7日、天然ゴム栽培によく使われている王国内の土地収用に反対する演説を行った。

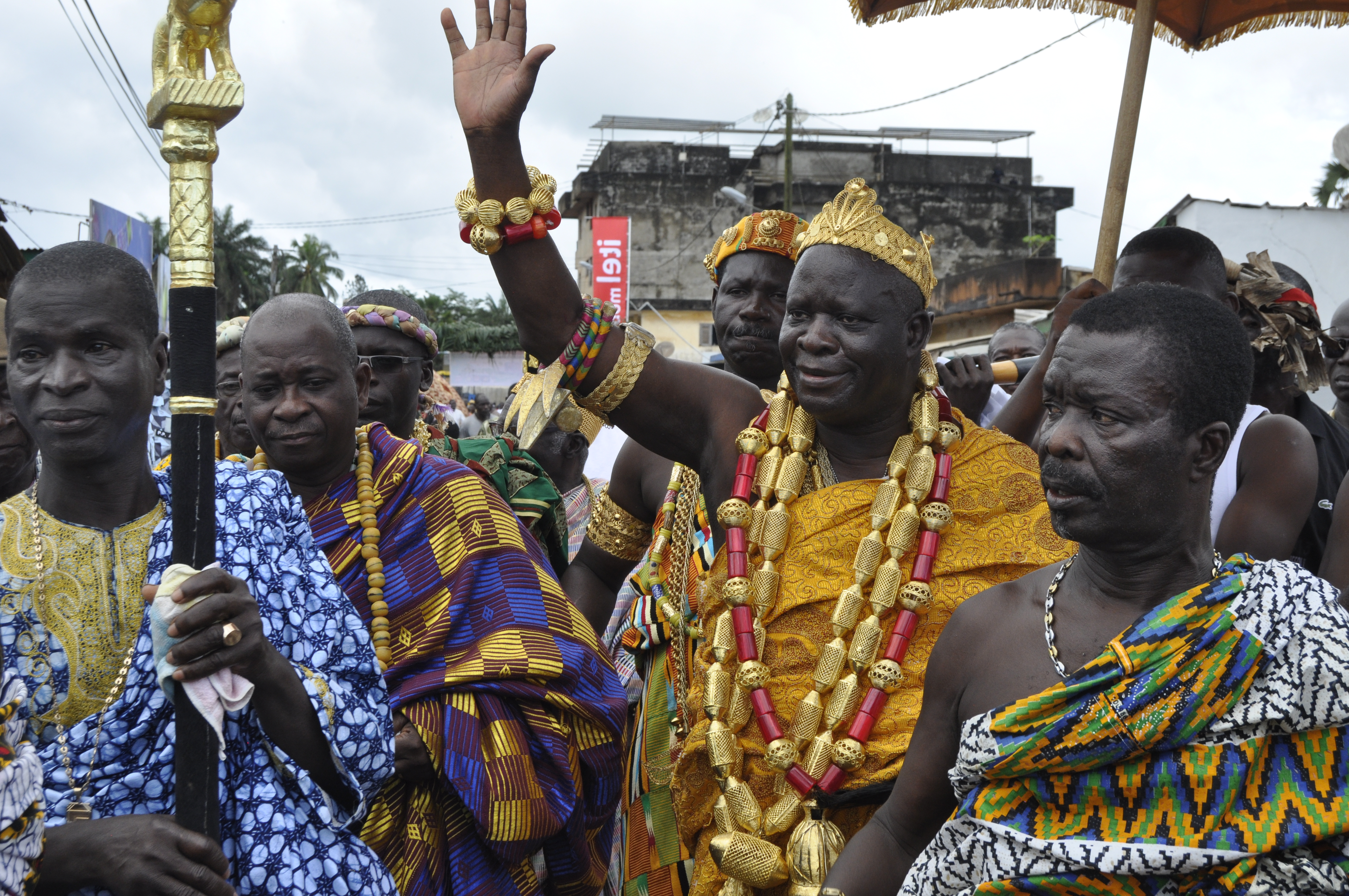
手を振るアモン・ヌドゥフ5世（中央～中央右）。

2019年3月28日、バウレ族の新国王であるナナン・カッシ・アンヴォの即位式を見守った。2019年4月、ノートルダム大聖堂の火災からの復興を支援するため、資金を寄付すると述べ「写真のせいで睡眠が妨げられ、一晩過ごすことができなかった。なぜなら、この大聖堂は私の王国とフランスとの強い結びつきを表しているからである」と発言している。